# رودریگو
رودریگو اسمی اسپانیایی، پرتغالی و ایتالیایی است که از نام آلمانی Roderick (گوتیک * Hroþareiks، از طریق Latiner Rodericus یا Rudericus) گرفته شده‌است، که به‌طور خاص در اشاره به پادشاه رودریک (درگذشته ۷۱۲)، آخرین فرمانروای Visigothic یا به سنت Roderick (داده شده‌است) د ۸۵۷)، نام یکی از شهدای کوردوبا (روز جشن ۱۳ مارس). نام مدرن دارای شکل‌های کوتاه Ruy , Rui و در گالیسی Roi است.
این نام اغلب در پرتغال ذکر می‌شود. این اسم محبوب‌ترین نام مردانه در سال 2011 – ۲۰۱۲ بود، و در سال 2013 – ۲۰۱۶ بین ۲ و ۴ اسامی محبوب قرار گرفت. همچنین در اسپانیا نسبتاً محبوب است و در بین سالهای 2002 – ۲۰۱۵ بین ردهٔ ۳۰ و ۶۰ محبوب‌ترین اسامی است.

## تاریخچه
رودریگو در دوره قرون وسطایی بعد از آن جریان شکل پیدا می‌کند. در کانترا دی میو Cid، نوشته شده c. 1200، به عنوان نام رودریگو دیاز د Vivar (ج. ۱۰۴۳–۱۰۹۹، شناخته شده به عنوان ال سید Campeador). و دون رودریگو پادشاه ویزیگوتها (۶۸۸–۷۱۱)، در پادشاهی ویزیگوتیک اسپانیا.

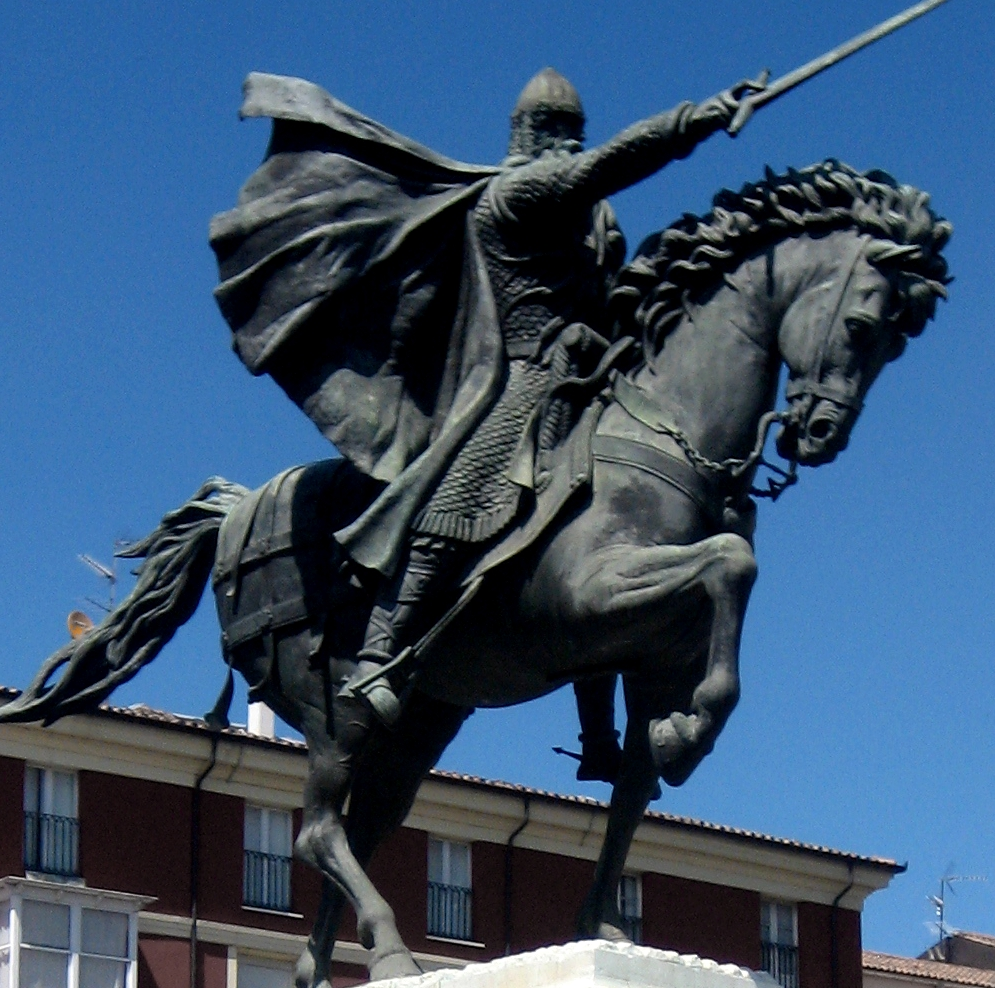
رودریگو دیاز دیووار. الید

- Rodrigo Jiménez de Rada (وفات ۱۱۷۰–۱۲۴۷) یک اسقف و مورخ کاستینیایی متولد ناوارس بود.
- Rodrigo Lanzol Borja (1431-1313) نام تولد پاپ الکساندر ششم (وفات 1492 – ۱۵۰۳) بود.
- رودریگو دو تریانا نام دریانورد اسپانیایی بود که اولین بار جهان جدید (یعنی جزیره گواناهانی) را در اولین سفر کلمبوس (در ۱۲ اکتبر ۱۴۹۲) دید.
- رودریگو لوپز (درگذشته ۱۵۲۵–۱۵۹۴) پزشک ملکه الیزابت بود.
- رودریگو دو لا گیتاررا یک نوازنده قرون وسطایی اسپانیایی بود

## نام مدرن
- Rodrigo Alves Soares (زاده ۱۹۹۲)، فوتبالیست برزیلی معروف به رودریگو
- Rodrigo Blankenship (زاده ۱۹۹۷)، بازیکن فوتبال آمریکایی
- رودریگو Bonifácio دا روچا، فوتبالیست برزیلی
- رودریگو "ال پترو" (۲۰۰۰–۲۰۰۳)، خواننده آرژانتینی
- رودریگو دو لا کادنا (متولد ۱۹۸۸)، خواننده مکزیکی و هنرمند مجری
- رودریگو دم (زاده ۱۹۸۰)، هنرمند رزمی مختلط برزیلی
- رودریگو دوترته، سیاستمدار فیلیپینی و رئیس‌جمهور فعلی فیلیپین
- رودریگو گونزالز (نوازنده مکزیکی) (موسیقیدان مکزیکی) (۱۹۵۰–۱۹۵۰)، نوازنده مکزیکی همچنین به عنوان "Rockdrigo" گونزالز معروف است
- رودریگو گونزالز (شناگر) (متولد ۱۹۶۸)، شناگر آزاد مکزیکی
- رودریگو گراسی (متولد ۱۹۷۵)، یک هنرپیشه رزمی مختلط برزیل
- Rodrigo Juliano Lopes de Almeida (زاده ۱۹۷۶)، فوتبالیست برزیلی
- رودریگو مازیاس (متولد ۱۹۸۱)، بسکتبالیست پروئیایی
- رودریگو مورنو (ورزشکار) (متولد ۱۹۶۶)، واکر مسابقه نژاد کلمبیا
- رودریگو مورنو ماچادو (متولد ۱۹۹۱)، فوتبالیست اسپانیایی اهل برزیل است
- رودریگو ناز، فوتبالیست شیلی
- رودریگو خوزه کی‌روش چاگاس، فوتبالیست برزیلی
- رودریگو لاکردا راموس، فوتبالیست برزیلی
- رودریگو لیما (متولد ۱۹۹۱)، هنرمند رزمی مختلط برزیل
- رودریگو لیما (متولد ۱۹۹۹)، فوتبالیست کیپ وردین
- رودریگو سانتورو بازیگر برزیلی
- رودریگو دو سانتوس، بازیکن واترپلو برزیلی
- رودریگو آگوستو دا سیلوا (۱۸۳۳–۱۸۳۳)، سناتور برزیلی که قانون طلایی را تصویب کرد (لی اوریا)
- رودریگو مارتینز وز، فوتبالیست برزیلی
- رودریگو هرناندز کاسسانته (رودری)، فوتبالیست اسپانیایی
- رودریگو مندز (زاده ۱۹۷۴) عکاس، نویسنده و فیلمساز مکزیکی.
- کرد
  - اسپانیایی
- گوم
- سینالیا
- سینالیا
- سریال
- سریال
- پزشکی
- سریلانکاسونالیا